# Michael Sattler

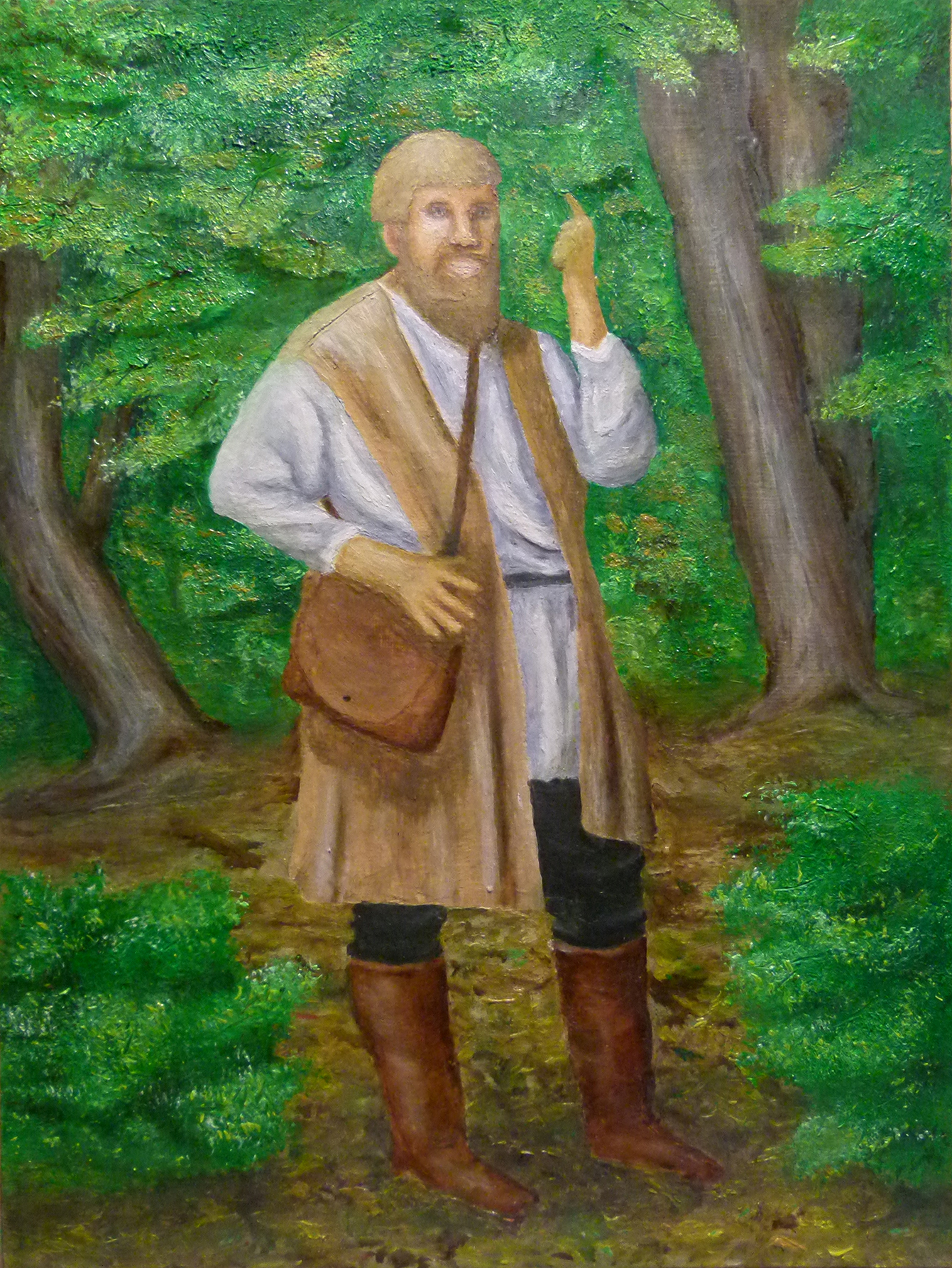
Michael Sattler predicando en el bosque.

Michael Sattler (Staufen (Brisgovia), Friburgo, 1495-Rotemburgo del Néckar, Tubinga, 21 de mayo de 1527) fue un teólogo y líder de los anabaptistas "Hermanos Suizos".

## Juventud
Sattler se hizo monje benedictino en el monasterio de Sankt Peter, después de asistir a la Universidad de Friburgo, donde aprendió griego y hebreo. Sin embargo, en 1523, después de haber sido prior del monasterio, dejó la iglesia católica y se casó en 1525 con una beguina de nombre Margaretha.

## Anabaptismo
Deportado ese año de Austria, se marchó a Zúrich,  donde —influido por Wilhem Reublin— se unió a los Hermanos Suizos. Organizó a los anabaptistas en Constanza y Wassenburg. Expulsado de Zúrich el 18 de noviembre de 1525, se fue a Estrasburgo, donde debatió fraternalmente con varios reformadores, a quienes trató de atraer al anabaptismo. Volvió a Alemania en 1526, donde, por solicitud de Reublin, centró sus actividades en Horb, cerca de Rotemburgo del Néckar, región en la cual su trabajo fue fructífero. 

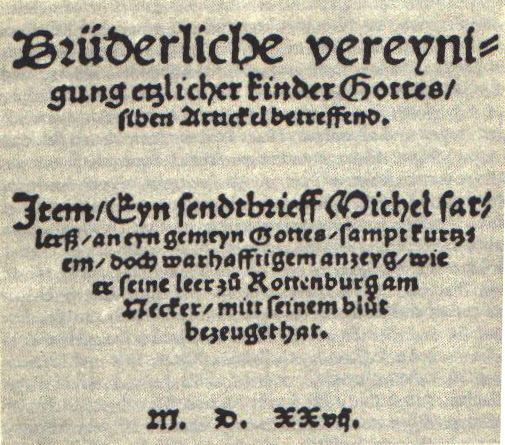
Artículo de la Confesión de Schleitheim

El 24 de febrero de 1527, acudió a la conferencia anabaptista de Schleitheim (cantón de Schaffhausen), en la cual fue adoptada la Confesión de Schleitheim, declaración básica de los Hermanos Suizos, cuyo texto tuvo como principal redactor a Sattler.
La Confesión trata mayormente sobre la organización de las congregaciones y la atención se centra en el bautismo, la Cena del Señor, la amonestación fraterna, la elección de los pastores, el rechazo a la violencia, a los juramentos y a la participación de los cristianos en los poderes terrenales.

## Arresto y martirio
La conferencia fue descubierta por las autoridades de Rotemburgo. En mayo de 1527, Sattler y su esposa fueron detenidos cuando intentaban regresar a Horb y les decomisaron una copia de la Confesión y otros documentos. Los prisioneros fueron trasladados a la torre de Binsdorf, desde donde Sattler escribió una carta conmovedora a la congregación de Horb. 
Fue sometido a juicio a partir del 15 de mayo ante un tribunal de 24 jueces presidido por el Conde Joachim de Zollern. Su defensa fue enérgica, hábil y docta. Causó especial ira de los jueces cuando dijo que si nos invadieran los turcos, no deberíamos resistirlos; porque está escrito "No matarás". No debemos defendernos ni contra los turcos ni contra nuestros perseguidores ... vosotros, queriendo ser cristianos y jactándoos de Cristo, perseguís a los testigos piadosos de Cristo y sois turcos según el espíritu.
El 18 de mayo, fue sentenciado a muerte. El 20 de mayo, fue sometido a terribles torturas y quemado en la hoguera junto con otros tres anabaptistas. Su esposa fue ahogada en el río Néckar una semana después. El impacto que causó la tortura y ejecución de Sattler, resultó contrario a lo que sus verdugos esperaban y más bien causó admiración por el valor de los ejecutados y el rechazo a la crueldad de las autoridades católicas. Martín Bucero y Wolfgang Capito, que habían debatido con Sattler en Estrasburgo, quedaron consternados. Capito se dirigió a las autoridades católicas en favor de los anabaptistas que seguían presos, mientras que Bucero escribía en una carta personal que no dudamos que Michael Sattler, quemado en Rotemburgo, fue un amigo querido de Dios; fue ciertamente uno de los cabecillas anabaptistas, pero tenía más prendas y era más honrado que muchos de nosotros.